# Vernon Shaw

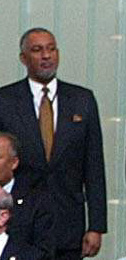
Vernon Shaw (2002)

Vernon Lorden Shaw (* 13. Mai 1930 in Roseau; † 2. Dezember 2013 ebenda) war ein dominicanischer Politiker. Er war Präsident von Dominica.
Er ging auf Dominica zur Schule und studierte am Trinity College in England. 1998 wurde er als Abgeordneter der „United Workers’ Party“ (Vereinigten Arbeiterpartei) in das Parlament gewählt. Nachdem der vorherige Präsident Crispin Sorhaindo nach einer Wahlperiode nicht mehr antrat, war er vom 6. Oktober 1998 bis zum 1. Oktober 2003, ehe er von seinem Nachfolger Nicholas Liverpool abgelöst wurde.